# (19366) Sudingqiang
(19366) Sudingqiang est un astéroïde de la ceinture principale.

## Description
(19366) Sudingqiang est un astéroïde de la ceinture principale. Il fut découvert le 6 novembre 1997 à la station de Xinglong par le programme Beijing Schmidt CCD Asteroid Program. Il présente une orbite caractérisée par un demi-grand axe de 2,68 UA, une excentricité de 0,17 et une inclinaison de 13,8° par rapport à l'écliptique.

## Compléments